# Миминошвили, Омари Исидорович
Омари Исидорович Миминошвили (груз. მიმინოშვილი ომარი ისიდორეს-ძე, укр. Міміношвілі Омарі Ісідорович; род. 9 октября 1949, Самтредиа) — доктор медицинских наук, профессор, заместитель директора Института неотложной и восстановительной хирургии имени В. К. Гусака по лечебно-диагностической работе, заведующий отделом абдоминальной хирургии и политравмы, заведующий кафедрой госпитальной хирургии им. В. М. Богословского Донецкого Национального Медицинского Университета, член президиума ассоциации проктологов Украины, член Европейского общества эндоскопических хирургов, член правления украинского общества хирургов, глава специализированного ученого совета по правам защиты докторских диссертаций по специальностям «хирургия» и «детская хирургия».

## Биография

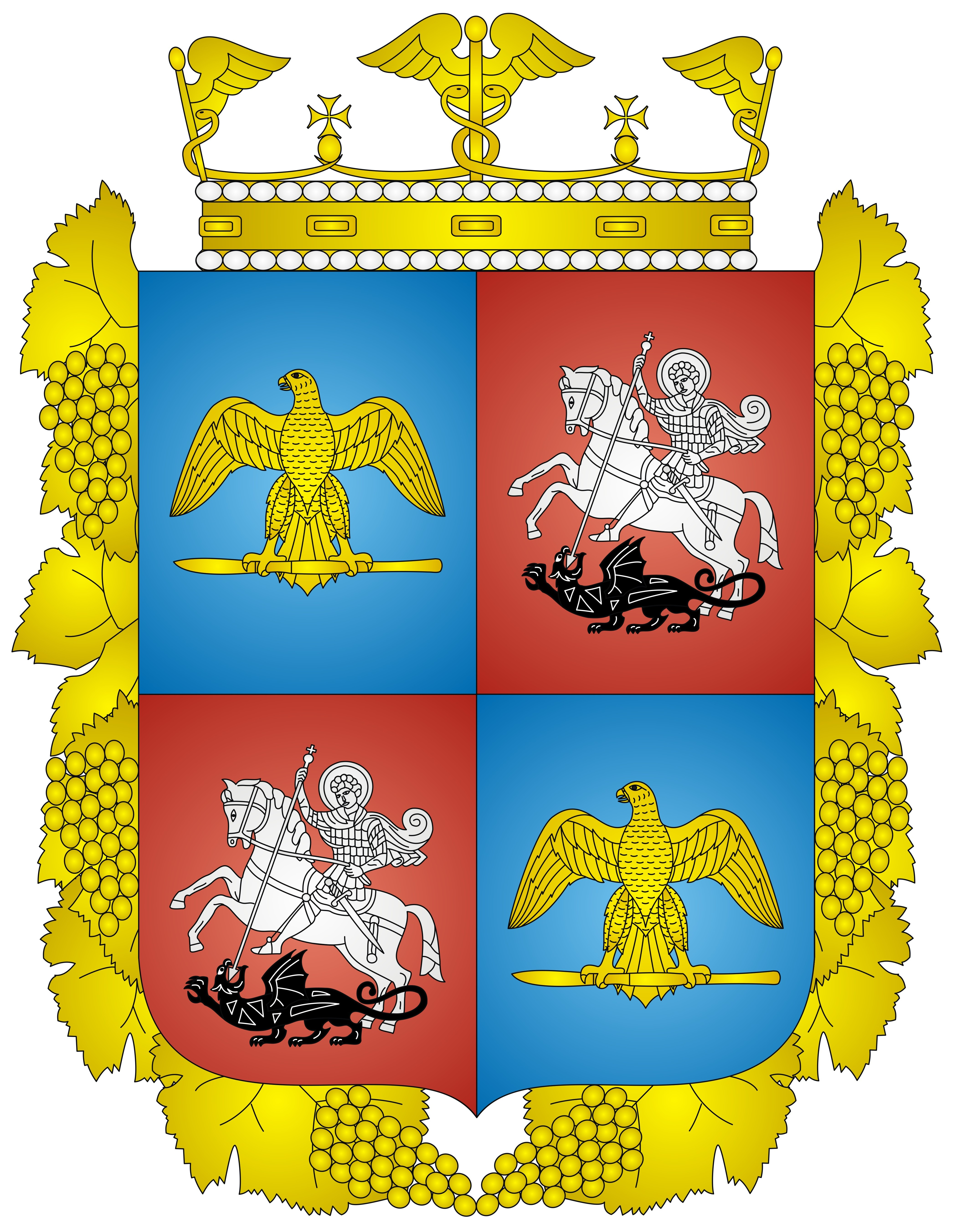
Личный герб О. Миминошвили 2010 год

Миминошвили родился в городе Самтредиа Грузинской ССР. В 1966 году закончил Наесаковскую среднюю школу в Абашском районе. Служил в рядах Советской Армии в Молдавской ССР.
В 1972 году поступил в Донецкий государственный медицинский институт, который с отличием закончил в 1978 году. Работал в Донецкой областной клинической больницы им. Калинина в качестве ординатора, в последующем заведующим хирургическим отделением, а с 1986 года ассистентом кафедры общей хирургии Донецкого государственного медицинского института, а затем доцентом этой же кафедры. В 1985 году защитил кандидатскую диссертацию, а в 1995 году докторскую диссертацию. В 1987 назначен главным проктологом Донецкой области.
В 1996 году избирается профессором кафедры госпитальной хирургии Донецкого государственного медицинского института, а в 2003 году становится заведующим кафедрой госпитальной хирургии ДонГМУ.

## Научно-практическая работа
Миминошвили впервые на Украине разработал и внедрил в клиническую практику электрофизиологические методы исследования функционального состояния желудочно-кишечного тракта. А также впервые выполнил операцию — торакоскопическую перикардэктомию. Впервые в мировой практике выполнил операцию торакоскопическую перевязку ушка левого предсердия. Опубликовал более 350 печатных работ, 4 монографии, получено более 35 патентов России и Украины на новые методы диагностики заболеваний и оперативного вмешательства.